# Faranah Airport
Faranah Airport är en flygplats i Guinea.   Den ligger i regionen Faranah Region, i den centrala delen av landet, 300 km öster om huvudstaden Conakry. Faranah Airport ligger 449 meter över havet.
Terrängen runt Faranah Airport är platt. Runt Faranah Airport är det glesbefolkat, med 14 invånare per kvadratkilometer. Närmaste större samhälle är Faranah, 2,9 km öster om Faranah Airport. I omgivningarna runt Faranah Airport växer huvudsakligen savannskog.